# جان كوكتو
جان كوكتو (بالفرنسية: Jean Cocteau)‏‏ (5 يوليو 1889 - 11 أكتوبر 1963)، كاتب ومصمم وكاتب مسرحي وفنان ومخرج فرنسي.

## من أقواله
- الشاعر لا يطلب الإعجاب أبدا، بل يود أن يصدقه الآخرين.
- لا يمكن ملاحظة الجمال بنظرة متسرعة
- يوم ولدت بدأ موتي مسيرته، وهو يسير نحوي متمهلا.
- الحياة سقوط عمودي.
- من يتأثر بإهانة يصاب بها.
- اللباقة تكمن في معرفتنا إلى أيّ حدّ نذهب في تخطّينا الحدود.
- الشعر لا غنى عنه، لكني لا أعرف لأي شيء.
- احترم الحركات، واهرب من المدارس
- لا تكره إلا الكراهية.
- الحب والإيمان فقط يسمحان لنا بالخروج من أنفسنا.
- أنا كذبة دائما ما تقول الحق.

## أعماله

### مسرحيات
- مسرحية أنتيجون.
- صوت الإنسان.
- بيت من زجاج .

## روابط خارجية
- جان كوكتو على موقع IMDb (الإنجليزية)
- جان كوكتو على موقع الموسوعة البريطانية (الإنجليزية)
- جان كوكتو على موقع روتن توميتوز (الإنجليزية)
- جان كوكتو على موقع مونزينجر (الألمانية)
- جان كوكتو على موقع ألو سيني (الفرنسية)
- جان كوكتو على موقع ميوزك برينز (الإنجليزية)
- جان كوكتو على موقع أول موفي (الإنجليزية)
- جان كوكتو على موقع قاعدة بيانات برودواي على الإنترنت (الإنجليزية)
- جان كوكتو على موقع قاعدة بيانات الأفلام السويدية (السويدية)
- جان كوكتو على موقع إن إن دي بي (الإنجليزية)